# Jakub Górecki
Jakub Górecki (ur. ? – zm. przed 23 grudnia 1679 r.) – polski duchowny katolicki, dominikanin, biskup bakowski.
Przed objęciem funkcji biskupa był przeorem klasztoru dominikanów w Wilnie. 31 stycznia 1678 r. został mianowany biskupem bakowski. Sakrę biskupią otrzymał 6 lutego 1678 r. w Rzymie. Zmarł po niespełna roku sprawowania urzędu.